# Девети конгрес СКЈ
Девети конгрес Савеза комуниста Југославије одржан је од 11. до 15. марта 1969. године у Београду. 
Конгресу је присуствовало 1.278 делегата (од укупно 1287 изабраних), од чега су 194 били чланови Централног комитета, Контролне и Ревизионе комисије СКЈ. Гости Конгреса били су представници из иностранства који су дошли у име 65 комунистичких, радничких и других партија и покрета у свету.
Прва седница била је посвећена педесетогодишњици оснивања Комунистичке партије Југославије, односно Савеза комуниста Југославије. Јосип Броз Тито је поводом тога одржао реферат „Педесет година револуционарне борбе Савеза комуниста Југославије“.

## Рад Конгреса
На првој пленарној седници Конгрес је усвојио следећи дневни ред:
- Извештаји о раду Савеза комуниста Југославије
  - Централног комитета
  - Контролне комисије
  - Ревизионе комисије
- Актуелни унутрашњи и међународни проблеми и улога Савеза комуниста Југославије у социјалистичком систему – референт Јосип Броз Тито
- Усвајање пословника о раду Деветог конгреса и избор радних тела и председништава конгресних комисија
- Доношење одлуке о броју, избору и верификацији избора чланова органа СКЈ
- Извештаји комисија и усвајање докумената Деветог конгреса Савеза комуниста
  - Резолуција „Социјалистички развој Југославије на основама самоуправљања и задаци Савеза комуниста“
  - Резолуције „Савез комуниста Југославије у борби за равноправну међународну сарадњу, за мир и социјализам“
  - Резолуције „Идејно-политичке основе даљег развоја Савеза комуниста Југославије“
- Верификација избора органа и избор председника Савеза комуниста Југославије (Председништва, Сталног дела конференције, Комисије за статутарна питања, Надзорног одбора и Председника)
- Разно

Даљи рад Конгреса настављен је у комисијама. Конгрес је радио у седам комисија:
- Комисија за развој друштвено-привредних односа
- Комисија за развој друштвено-политичког система и међунационалних и међурепубличких односа
- Комисија за развој самоуправних друштвено-привредних односа у области здравства и социјалне политике
- Комисија за друштвено-привредна и идејно-политичка питања у области образовања, науке и културе
- Комисија за даљи развој Савеза комуниста Југославије
- Комисија за Статут СКЈ
- Комисија за разматрање политике и задатака СКЈ у области међународних односа и међународног радничког покрета

У раду комисија, који је трајао више од два дана, узело је учешћа око 400 делегата и гостију, који су дали преко 200 амандмана на предложене текстове докумената Деветог конгреса.
Лидија Шентјурц је, у име Комисије за избор и верификацију избора органа СКЈ, предложила Јосипа Броза Тита за председника Савеза комуниста Југославије. Конгрес је затим вефификовао избор чланова Председништва и избор сталних чланова Конференције СКЈ.

## Чланови Конференције СКЈ
- Чланови Конференције СКЈ изабрани на Деветом конгресу:

Роман Албрехт, Петар Арбанас, Хусамедин Аземи, Владо Бајић, Урош Бајжељ, Исмаил Бајра, Мара Бештер, Данило Билановић, Емерик Блум, Душан Богданов, Мирко Болфек, Марко Булц, Норберт Вебер, Марија Вичар-Зупанчић, Александар Грличков, Оскар Давичо, Блажо Ђуровић, Милош Жанко, Михајло Звицер, Ђурица Јојкић, Крста Јовановић, Осман Карабеговић, Данило Кекић, Војо Ковачевић, Драгутин Косовац, Јанез Коцјанчич, Фана Кочовска-Цветковић, Андрија Крешић, Анто Крешић, Неда Крмпотић, Душан Љумовић, Вељко Мићуновић, Милутин Милинковић, Никола Миљанић, Милош Минић, Гордана Митић, Фрањо Нађ, Џавид Нимани, Бојана Обрадовић, Мишо Павићевић, Никола Павлетић, Најдан Рашић, Гого Петковски, Дане Петковски, Милева Планојевић, Крсто Попивода, Коча Поповић, Јован Радовановић, ‎Илија Рајачић, Иван Ренко, Милан Ризевски, Милан Рукавина, Танкосава Симић, Драгица Симоновић, Јоже Смоле, Славко Сорчак, Таип Таипи, Фадиљ Таиповић, Борко Темелковски, Хамдија Фетаховић, Нада Филиповић, Киро Хаџивасилев, Едина Хебиб, Кристијан Храстељ, Авдо Хумо, Тахир Чамуран, Ристо Џунов, Никола Шкреб, Али Шукрија и Марко Шуњић.
- Чланови Председништва СКЈ, изабрани на Деветом конгресу:

Крста Аврамовић, Владимир Бакарић, Димче Беловски, Срећко Бијелић, Јаков Блажевић, Емин Бобаџић, Бранко Боројевић, Вељко Влаховић, Павле Гажи, Киро Глигоров, Нијаз Диздаревић, Стане Доланц, Иван Долничар, Стеван Дороњски, Рато Дугоњић, Видоје Жарковић, Азем Зулфићари, Едвард Кардељ, Стане Кавчич, Лазар Колишевски, Сергеј Крајгер, Стане Крањц, Звонко Ликер, Никола Љубичић, Цвијетин Мијатовић, Славко Милосавлевски, Јожеф Нађ, Мирослав Печујлић, Јово Печеновић, Латинка Перовић, Милентије Поповић, Хамдија Поздерац, Митја Рибичич, Петар Стамболић, Милорад Станојевић, Мирко Тепавац, Мијалко Тодоровић, Станко Томић, Мико Трипало, Крсте Црвенковски, Доброслав Ћулафић, Фадиљ Хоџа, Бошко Шиљеговић, Кољ Широка и Будислав Шошкић.
- Чланови Извршног бироа Председништва СКЈ, изабрани на Деветом конгресу:

Владимир Бакарић, Јосип Броз Тито, Вељко Влаховић, Киро Глигоров, Нијаз Диздаревић, Стане Доланц, Стеван Дороњски, Едвард Кардељ, Цвијетин Мијатовић, Мирослав Печујлић, Мијалко Тодоровић, Мико Трипало, Крсте Црвенковски, Фадиљ Хоџа и Будислав Шошкић.
- Чланови Статутарне комисије СКЈ, изабрани на Десетом конгресу:

Методи Антов, Љупчо Арнаудовски, Радослав Бегринц, Вујадин Вујовић, Владимир Зупанчић, Стјепан Јурековић, Радисав Недељковић, Грујо Новаковић, Ђура Њемога, Марио Ројнић, Јованка Солдатић, Марко Стајкић, Дедо Трампић и Сулејман Шерафедин.
- Чланови Надзорног одбора СКЈ, изабрани на Десетом конгресу:

Адолф Ариглер, Иван Валентак, Рајко Ђуричанин, Радојка Катић, Живорад Мишић, Киро Серафимов и Зијо Филиповић.